# Ландшафт Дренте
Ландшафт Дренте — прежнее название региона на территории современной провинции Дренте. Первоначально существовавшее графство Дренте вошло в Утрехтское епископство и стало частью региона Оверстихт. В 1529 году территория региона Дренте перешла к Карлу V Габсбургу и стал известным как ландшафт Дренте.
После революции эта территория вошла в Республику Соединённых провинций, но не было полностью заселено. Регион имел свои сословия. Из-за того, что в этом регионе были в основном болота, в регионе проживало около 20.000 человек. У региона были свой финансы.

## Административно-территориальное деление
Ландшафт был разделён на шесть дингспелов (которые были разделены на керспелы) и четыре херлейкхейда.

### Дингспелы
1. Зёйденвелд (Сёйдевелт)
2. Мидденвлд (Мидденвелт/Бейлердингспил)
3. Дивердердингспел (Дивердердингспил)
4. Ролдердингспел (Ролдердингспил)
5. Норденвелд (Нордевелт)
6. Остермоэр

### Херлейкхейды
1. Куворден
2. Рейнен
3. Охтен (с 1626)
4. Хогерсмилде (с 1633)